# Vương Du (Đông Tấn)
Vương Du (chữ Hán: 王愉, ? – 30/3/404), tự Mậu Hòa (茂和), tiểu tự Câu (驹), người Tấn Dương, Thái Nguyên , quan viên cuối đời Đông Tấn.

## Sự nghiệp
Du là hậu duệ của sĩ tộc họ Vương ở Tấn Dương, Thái Nguyên, con trai thứ hai của trung thư lệnh Vương Thản Chi. Du và anh trai Vương Khải sớm được nhận quan vị thanh cao, đến khi trưởng thành được thăng đến Phiếu kỵ tư mã, gia hiệu Phụ quốc tướng quân. Anh em Du vốn đã có gia thế hiển hách, thời Hoàn Ôn nắm quyền thì Du là con rể của ông ta, thời Hội Kê vương Tư Mã Đạo Tử nắm quyền lại có em họ là vương phi của ông ta, thành ra vô cùng thịnh vượng, đương thời không ai sánh kịp.
Năm Long An đầu tiên (397), Thanh, Duyện 2 châu thứ sử Vương Cung lấy cớ trị tội Vương Quốc Bảo – em ba của Du, dấy binh uy hiếp kinh sư, quyền thần Tư Mã Đạo Tử chịu nhún, bức tử Quốc Bảo. Bấy giờ Du với anh cả Vương Khải đều xin cởi chức, nhờ Đạo Tử cho rằng họ với Quốc Bảo khác mẹ, lại không hòa hợp, nên tránh được vạ. Năm sau (398), Đạo Tử nghe kế của Tư Mã Thượng Chi, muốn thiết lập ngoại viện cho mình, bèn lấy Du làm Giang Châu thứ sử, đô đốc Dự Châu 4 quận, Phụ quốc tướng quân, Giả tiết.
Nhưng Dự Châu thứ sử Dữu Giai tức giận vì mất binh quyền ở 4 quận, xúi giục Vương Cung với bọn Kinh Châu thứ sử Ân Trọng Kham, Quảng Châu thứ sử Hoàn Huyền lần thứ 2 dấy binh. Du mới đến trấn, thì tiền phong của Ân Trọng Kham là Dương Toàn Kỳ hợp binh với Hoàn Huyền xuôi dòng tấn công; ông thăng thốt chạy về quận Lâm Xuyên, nhưng bị quân đội của Hoàn Huyền chặn bắt. Ít lâu sau, Vương Cung thất bại, Hoàn Huyền với Ân Trọng Kham hội thề ở Tầm Dương, Huyền được cử làm minh chủ, ép Du đứng ở trên đàn, ông rất lấy làm hổ thẹn.
Năm Long An thứ 4 (400), Hoàn Huyền giết cha con Tư Mã Đạo Tử, nắm quyền chính, lấy Du làm Hội Kê nội sử. Năm sau (401), Huyền soán ngôi, lấy Du làm Thượng thư bộc xạ.
Năm Nguyên Hưng thứ 3 (404), Lưu Dụ đánh bại Hoàn Huyền, nắm quyền chính, lấy Du làm Tiền tướng quân.

## Cái chết
Lưu Dụ kết tội Du cùng con trai là Vương Tuy và bọn Ti Châu thứ sử Ôn Tường mưu phản, vào ngày Tân dậu tháng 3 ÂL (30/3), giết chết Du cùng con cháu hơn 10 người cùng bọn Ôn Tường.
Đây là nghi án, Tấn thư chép rằng Tuy là cháu bên ngoại của họ Hoàn, lại từng khinh bỉ Lưu Dụ, trong lòng bất an, mới nảy ý đồ mưu phản, trong khi em Vương Mật là Vương Trạm khẳng định Vương Tuy vô tội; Ngụy thư chép rằng Lưu Dụ ghen ghét danh vọng của bọn Vương Du, Tạ Hỗn (con Tạ Diễm), Si Tăng Thi (cháu Si Siêu), nên ngụy tạo tội danh rồi sát hại họ; Tống thư thừa nhận Lưu Dụ công cao nhưng đức mỏng, nên bọn Vương Tuy mới phản.

## Hậu nhân
- Vương Tuy, tự Ngạn Du, thiếu thời có tiếng đẹp đẽ, tỏ ra kiêu căng, trở nên hèn kém đến mức vô hạnh. Khi Du bị Ân, Hoàn bắt, Tuy không nắm được tin tức của cha, ở kinh đô ra vẻ buồn bã, cư xử ăn uống đều giảm bớt, người thời ấy nhận xét là "hiếu tử tạm thời". Hoàn Huyền làm Thái úy, bởi Tuy là cháu gọi Huyền bằng cậu, nên sủng đãi, lấy Tuy làm Thái úy Trưởng sử. Đến khi Huyền soán ngôi, thăng Tuy làm Trung thư lệnh. Lưu Dụ nắm quyền, lấy Tuy làm Quan quân tướng quân. Trong nhà họ Vương trong đêm vô cớ có đầu người từ trên xà rơi xuống giường, máu chảy đầm đìa. Ít lâu sau, Lưu Dụ bái Tuy làm Kinh Châu thứ sử, Giả tiết, rồi kết tội Tuy mưu phản cùng cha.
- Vương Nạp, bị giết cùng Tuy.
- Long tướng tướng quân Vương Tuệ Long nhà Bắc Ngụy tự nhận là cháu nội của Du, có cha là Tán kỵ thị lang Vương Lập, nhưng Tấn thư không nhắc đến Lập, còn Lỗ Quỹ từng tố cáo Tuệ Long mạo nhận con cháu họ Vương.